# Vyacheslav Dayev
Vyacheslav Yevgenyevich Dayev - em russo, Вячеслав Евгеньевич Даев (Tula, 6 de Setembro de 1972) - é um ex-futebolista russo.

## Carreira
Dayev iniciou a carreira em 1991, no Znamya Truda. Logo chamou a atenção de clubes maiores, mas foi uma equipe de pequeno porte, o Iskra Smolensk, que contratou o jovem defensor em 1992.
Jogou também por Kristall Smolensk, Krylia Sovetov Samara, Baltika Kaliningrad, Torpedo Moscou e CSKA Moscou.
Dayev, desmotivado após deixar o CSKA, encerrou a carreira em 2004, no Shinnik, aos 31 anos.

## Copa de 2002
Dayev disputou a Copa do Mundo de 2002. Ele, que estreara pela Seleção Russa no ano anterior, não disputou nenhuma partida no torneio - era o reserva imediato de Viktor Onopko, Yuri Kovtun e Yuri Nikiforov.

## Fora das quatro linhas
Após deixar a carreira de jogador de lado, Dayev virou treinador. Em 2007, estreou no comando do tradicional Torpedo Moscou como interino, em seguida, face ao seu desempenho no banco da tradicional equipe da capital, foi efetivado, mas não durou muito tempo no posto, tendo saído em 2009.